# Алтайский мёд

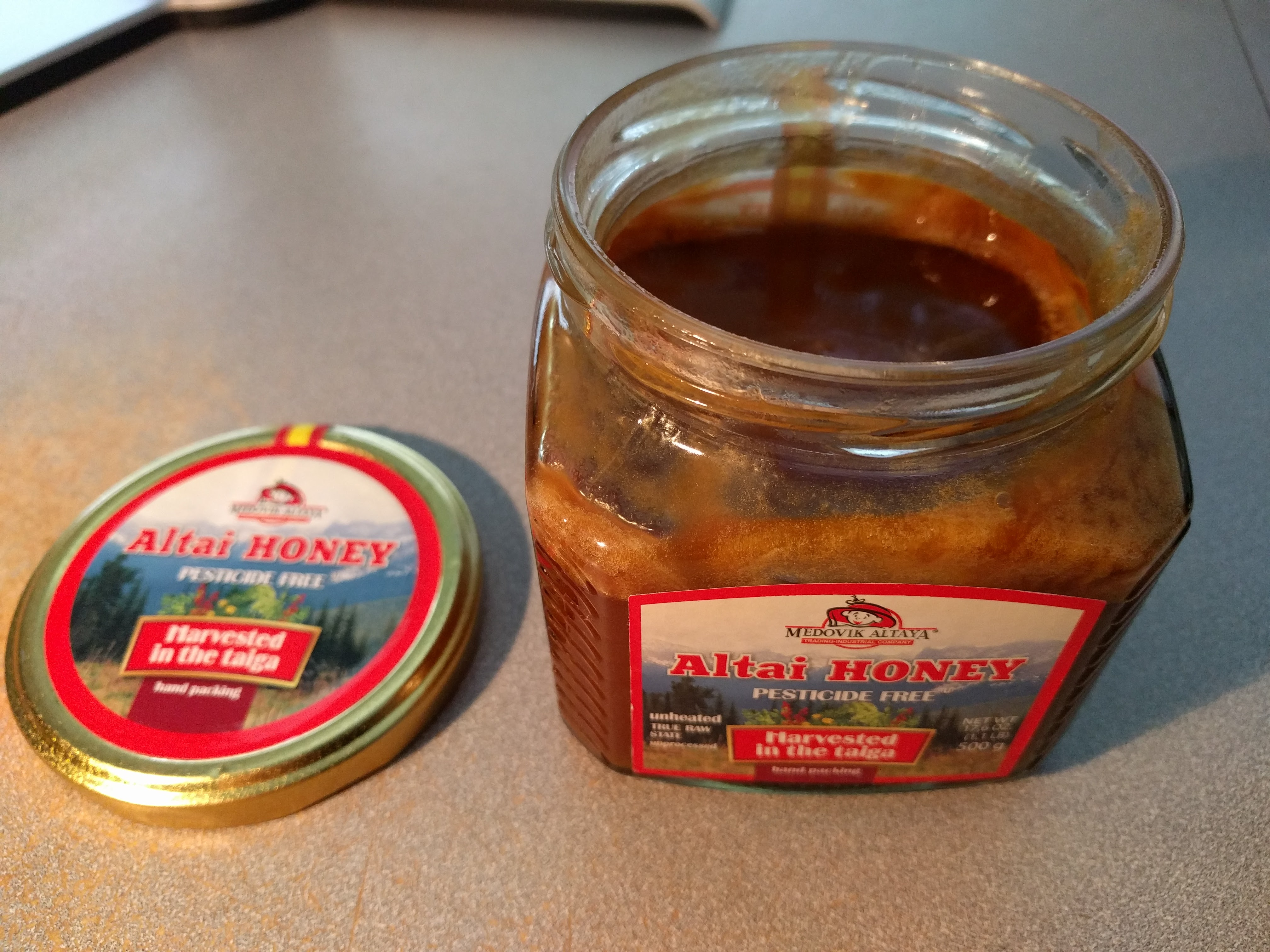
Алтайский мёд из тайги

Алтайский мёд — один из двух наиболее известных региональных брендов мёда в России (наряду с башкирским). Производится на территории Алтайского края и Республики Алтай.
Характерные особенности натурального алтайского мёда сложились благодаря климату региона, а также старым, сохранившимся ещё с давних времён, традициям бортничества. Из 14 пчеловодческих хозяйств, существовавших в Алтайском крае в советское время, в XXI веке осталось только четыре. И лишь одно из них имеет статус племенного репродуктора (получен в сентябре 2009 года).
Один из важнейших видов алтайского мёда — горный.
Алтайский мёд ежегодно представлен на «ярмарках мёда» по всей России, в том числе в Москве (зимней в Манеже и осенней в Царицыне).